# フランク・ハーマン
フランク・ジョセフ・ハーマン（Frank Joseph Herrmann, 1984年5月30日 - ）は、アメリカ合衆国・ニュージャージー州バーゲン郡ラザフォード出身の元プロ野球選手（投手）。右投左打。

## 経歴

### プロ入り前
高校時代は、野球の他にもアメリカンフットボール、バスケットボールをプレーしており、特にバスケットボールでは3年間で1000点を取るほどの活躍を見せていた。
大学はアメリカの名門・ハーバード大学の経済学部に進学。経済学を学びつつ、学内誌「The Harvard Crimson」のコラムの執筆もしていた。大学でも野球を続けていたが当初はプロのことは全く考えていなかった。しかし、大学3年時の夏にハワイで行われた大学野球のサマーリーグに参加した際、クリーブランド・インディアンスのスカウトの目に留まり、家族の猛反対を受けながらもドラフト外でのプロ入りを決意。2005年8月14日にインディアンスと契約した。

### プロ入りとインディアンス時代

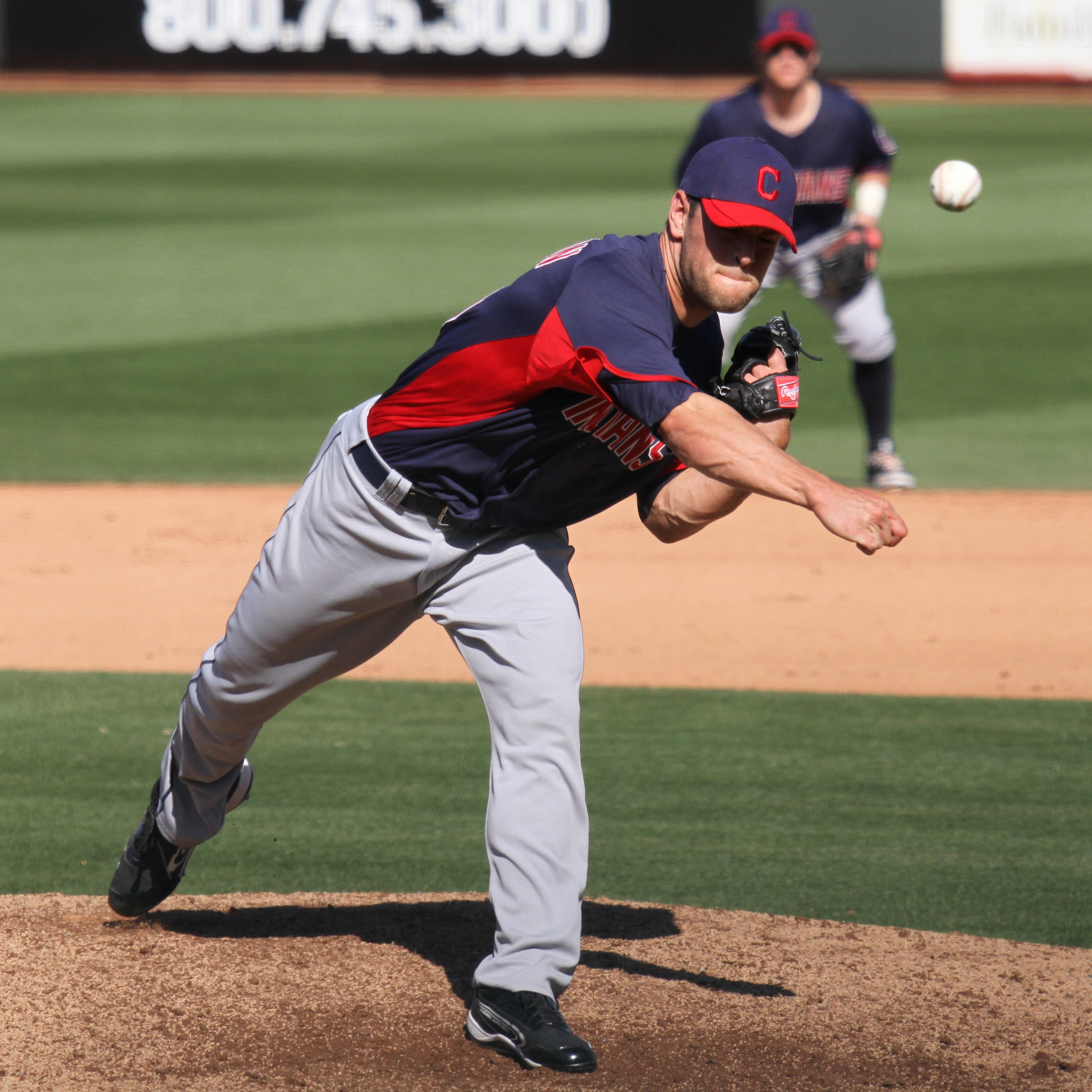
インディアンス時代（2014年）

2006年は、傘下のA級レイクカウンティ・キャプテンズでプロデビューし、26試合に先発登板して4勝6敗、防御率3.90、89奪三振を記録した。この年はまだ大学生であったため、シーズンオフに大学へ戻って学位を取得し、12月に卒業した。
2007年は、A+級キンストン・インディアンスでプレーし、26試合に先発登板して11勝5敗、防御率4.01、88奪三振を記録した。
2008年は、A+級キンストン、AA級アクロン・エアロズ、AAA級バッファロー・バイソンズでプレーし、3球団合計で26試合に先発登板して11勝8敗、防御率4.14、104奪三振を記録した。
2009年は、AA級アクロンとAAA級コロンバス・クリッパーズでプレーし、2球団合計で49試合（先発5試合は全てAA級）に登板して4勝4敗2セーブ、防御率2.95、62奪三振を記録した。
2010年は、AAA級コロンバスで開幕を迎えると、27.1回連続無失点の好投が認められ、6月にメジャー初昇格を果たした。6月4日のシカゴ・ホワイトソックス戦でメジャーデビュー。ハーバード大出身者では史上16人目のメジャーリーガーとなった。この年は、メジャーでは40試合に登板して0勝1敗1セーブ、防御率4.03、24奪三振を記録した。シーズンオフには大学時代からの知人女性と結婚した。
2011年は、40試合に登板して4勝0敗、防御率5.11、34奪三振を記録した。
2012年は、15試合に登板して勝敗なしの防御率2.33、14奪三振を記録した。
2013年は、3月にトミー・ジョン手術を受けたため、全休した。
2014年は、メジャーでの登板は無く、8月11日に自由契約となった。この年はAAA級コロンバスで28試合に登板して1勝1敗、防御率6.37、30奪三振を記録した。

### インディアンス退団後
2015年は、1月27日からロサンゼルス・エンゼルス・オブ・アナハイムのスプリングトレーニングに招待選手として参加し、傘下のAAA級ソルトレイク・ビーズで開幕を迎えた。37試合に登板し、3勝1敗1セーブ、防御率4.05の成績を残していたが、被打率が.320と高く8月11日にFAとなった。その後、同16日にピッツバーグ・パイレーツと契約し、傘下のAAA級インディアナポリス・インディアンスでプレー。7試合の登板で1勝1敗、防御率1.50の成績を残したが、オフにFAとなった。
2015年11月18日にフィラデルフィア・フィリーズとマイナー契約を結んだ。2016年は開幕を傘下のAAA級リーハイバレー・アイアンピッグスで迎え、27試合に登板して6勝1敗、防御率1.72、31奪三振を記録した。8月17日にメジャー契約を結んでアクティブ・ロースター入りした。その後は、閉幕までメジャーに帯同。この年は、メジャーで14試合に登板して1勝2敗、防御率8.40、14奪三振を記録した。

### 楽天時代
2016年11月29日、東北楽天ゴールデンイーグルスへの入団が発表された。背番号は42。ハーバード大学出身の選手がNPBの球団に所属する事例は、1954年に高橋ユニオンズにおよそ2か月間だけ所属したジム・ドゥール以来2人目。
2017年は、勝ちパターンのセットアッパーとして、一軍公式戦56試合に登板。3勝1敗33ホールド、防御率2.72という成績で、チームの4年ぶりクライマックスシリーズ（CS）進出に貢献したほか、CSでは通算3試合の登板を無失点で凌いだ。その一方で、オープン戦からレギュラーシーズン序盤の試合までは、ボークを取られる場面が続出。登板を重ねるにつれて改善されたものの、レギュラーシーズンでは、パシフィック・リーグ最多の4ボークを記録した。
2018年は、前年に続いて、セットアッパーとしてシーズンをスタート。クローザーの松井裕樹が不調に陥ったことを背景に、5月中旬からは、松井と役割を入れ替える格好でクローザーを務めた。一軍公式戦では、通算で47試合に登板。左大内転筋付着部炎や左半腱様筋付着部炎の発症で8月末から一時戦線を離脱したほか、2勝3敗と負け越したものの、防御率1.99、18セーブ、12ホールドを記録した。
2019年は、セットアッパー候補としてアラン・ブセニッツが新たに入団したため、2017年のシーズン終盤から一軍の救援陣に加わっている宋家豪と合わせて、3人の右投手で一軍の外国人枠とセットアッパーの座を争った。レギュラーシーズンの開幕こそ宋と揃って一軍で迎えたものの、5月11日の対オリックス・バファローズ戦（ほっともっとフィールド神戸）8回裏の登板で一死を取っただけで5点を失った末に逆転負けを喫すると、15日付でブセニッツに代わって出場選手登録を抹消。宋の不調で6月中旬に再び登録されてからは、ブセニッツと共にセットアッパーを担った。チームが千葉ロッテマリーンズとの間でCS最後の1枠（レギュラーシーズン3位の座）を激しく争っていた9月中旬にも、故障で戦線を離脱していた主力打者ゼラス・ウィーラーの復帰を優先させる首脳陣の方針で登録を抹消されたが、一軍公式戦には前年を上回る50試合に登板。防御率が3.04にまで達した一方で、入団後最も多い5勝を挙げたほか、21ホールドを記録した。なお、レギュラーシーズン最終盤の9月下旬には、残り2試合の時点でブセニッツに代わって一軍へ復帰。チームは復帰後に2年ぶりのCS進出を決めたが、福岡ソフトバンクホークスとのCSファーストステージを含めて、ハーマンには登板の機会がなかった。前述したチーム事情などとの兼ね合いで翌2020年への残留交渉の機会もないまま、球団からNPBに対する契約保留者名簿の提出期限（11月30日）を迎えたため、12月2日付でNPBから自由契約選手として公示された。

### ロッテ時代
2019年12月19日、千葉ロッテマリーンズが獲得を発表した。背番号は楽天時代と変わらず42。
2020年は、8回のジェイ・ジャクソン、9回の益田直也につなぐ7回の投手として勝利の方程式に組み込まれ、開幕一軍入り。6月19日に行われたソフトバンクとの開幕戦（福岡PayPayドーム）で、7回裏に移籍後初登板すると、翌20日の同カードでは、同点の7回裏に登板し、移籍後初勝利を挙げた。7月8日にジャクソンが退団すると、8回に配置転換。7回を投げる男が不在になったが、8月になってその穴を唐川侑己が埋め、新たに7回唐川、8回ハーマン、9回益田の勝ちパターンが構築された。8月に限ると、この3人を合わせた防御率は0.53と抜群の安定感を誇った。さらに、9月7日にはトレードで加入した澤村拓一も勝ちパターンに加わったことにより中継ぎの厚みが増し、吉井理人投手コーチの徹底した登板管理もあり、3日連続で登板することがなく、シーズンを通して安定したピッチングを披露。9月にはリーグトップの月間救援防御率2.48を記録したチームの救援陣を支えた。しかし、9月16日に右手第2指伸筋腱損傷で離脱。10月27日に復帰したあとは再びブルペンを支え、最終的に38試合の登板で3勝2敗、防御率2.15、リーグ3位タイとなる23ホールドを記録し、チーム13年ぶりの2位、4年ぶりのAクラス入り・クライマックスシリーズ進出に貢献した。クライマックスシリーズでは、11月14日の第1戦、翌日の第2戦共に7回裏に登板。第1戦は三者凡退に抑えたが、第2戦は周東佑京に適時打を打たれ、1回1失点だった。チームは両日敗戦し、シーズンを終えた。シーズンオフの12月2日に自由契約となったが、12月14日に2021年も契約を結ぶことが発表された。
2021年は、前年オフに澤村がメジャーリーグに移籍したため、前年の中盤と同様、勝ち試合の8回を担当するセットアッパーとして開幕一軍入り。しかし、初登板となった3月27日のソフトバンク戦（福岡PayPayドーム）で、1点リードの8回裏に3安打を浴びて同点を許し、翌28日の同カードでは1点リードの8回裏にアルフレド・デスパイネから逆転2点本塁打を浴びた。さらに4月2日の北海道日本ハムファイターズ戦（札幌ドーム）では14点リードの8回裏に登板するも1回5安打4失点と、開幕から3試合連続で失点を喫してしまい、一時は勝ちパターンを外れた。それでも、その後は10試合連続無失点を記録するなど復調し、4月中旬からは勝ち試合の7回を任されるようになり、5月16日の埼玉西武ライオンズ戦（ZOZOマリンスタジアム）では、史上35人目となる通算100ホールドを達成した。6月4日に腰痛で登録抹消されることはあったものの、同20日に復帰。その後、前半戦は計29試合に登板し、0勝0敗20ホールド、防御率5.93の成績だった。この年は、東京オリンピック開催の影響により、7月14日から約1か月間リーグ戦が中断されたため、7月15日にアメリカへ一時帰国した。後半戦は、佐々木千隼の台頭したことや、6月に横浜DeNAベイスターズからトレードで加入した国吉佑樹が合流したことにより勝ちパターンとして投げる機会が減少。シーズン最終盤の10月25日にコンディション不良で登録抹消された。最終成績は、45試合の登板で1勝1敗24ホールド、防御率は来日以降ワーストとなる5.19であった。チームは2年連続でクライマックスシリーズに進出したが、出場選手登録されず、11月8日に帰国した。12月2日に公示された保留者名簿には記載されず、自由契約となった。

### ロッテ退団後
2022年2月19日、現役を引退し、トロント・ブルージェイズのフロント入りすることが発表された。今後はスカウト部門と編成、および育成部門で業務にあたる。

## プレースタイル
スリークォーターから最速157km/hのストレートと、ナックルカーブ・スライダーなどを投じて比較的打たせて取るゴロピッチャー。特にナックルカーブは打者の手元で鋭く縦に落ちる変化をし、この球で三振を奪う（プロスピでは変化量がMAXでパワプロでは6と変化量かなりが大きいことがわかる）速球の切れの良さを示すボール回転数は則本昂大（平均2300rpm台後半）と同程度。

## 人物
愛称は「ハーム」。
ハーバード大学で経済学の学位を取得している。もし野球選手にならなければ投資銀行に就職していたという。

## 詳細情報

### 年度別投手成績
| 年 度    | 球 団    | 登 板 | 先 発 | 完 投 | 完 封 | 無 四 球 | 勝 利 | 敗 戦 | セ 丨 ブ | ホ 丨 ル ド | 勝 率 | 打 者 | 投 球 回 | 被 安 打 | 被 本 塁 打 | 与 四 球 | 敬 遠 | 与 死 球 | 奪 三 振 | 暴 投 | ボ 丨 ク | 失 点 | 自 責 点 | 防 御 率 | W H I P |
| -------- | -------- | ----- | ----- | ----- | ----- | -------- | ----- | ----- | -------- | ----------- | ----- | ----- | -------- | -------- | ----------- | -------- | ----- | -------- | -------- | ----- | -------- | ----- | -------- | -------- | ------- |
| 2010     | CLE      | 40    | 0     | 0     | 0     | 0        | 0     | 1     | 1        | 7           | .000  | 189   | 44.2     | 48       | 6           | 9        | 0     | 2        | 24       | 2     | 0        | 22    | 20       | 4.03     | 1.28    |
| 2011     | CLE      | 40    | 0     | 0     | 0     | 0        | 4     | 0     | 0        | 0           | 1.000 | 253   | 56.1     | 71       | 7           | 16       | 1     | 0        | 34       | 1     | 0        | 35    | 32       | 5.11     | 1.54    |
| 2012     | CLE      | 15    | 0     | 0     | 0     | 0        | 0     | 0     | 0        | 0           | ----  | 71    | 19.1     | 12       | 1           | 4        | 0     | 0        | 14       | 0     | 0        | 5     | 5        | 2.33     | 0.83    |
| 2016     | PHI      | 14    | 0     | 0     | 0     | 0        | 1     | 2     | 0        | 0           | .333  | 69    | 15.0     | 20       | 7           | 5        | 0     | 1        | 14       | 3     | 0        | 16    | 14       | 8.40     | 1.67    |
| 2017     | 楽天     | 56    | 0     | 0     | 0     | 0        | 3     | 1     | 1        | 33          | .750  | 222   | 53.0     | 48       | 8           | 13       | 0     | 3        | 58       | 2     | 4        | 20    | 16       | 2.72     | 1.15    |
| 2018     | 楽天     | 47    | 0     | 0     | 0     | 0        | 2     | 3     | 18       | 12          | .400  | 183   | 45.1     | 36       | 2           | 17       | 2     | 2        | 44       | 4     | 0        | 13    | 10       | 1.99     | 1.17    |
| 2019     | 楽天     | 50    | 0     | 0     | 0     | 0        | 5     | 3     | 0        | 21          | .625  | 184   | 47.1     | 31       | 5           | 16       | 2     | 0        | 49       | 2     | 0        | 16    | 16       | 3.04     | 0.99    |
| 2020     | ロッテ   | 38    | 0     | 0     | 0     | 0        | 3     | 2     | 1        | 23          | .600  | 149   | 37.2     | 28       | 2           | 12       | 3     | 0        | 37       | 4     | 0        | 9     | 9        | 2.15     | 1.06    |
| 2021     | ロッテ   | 45    | 0     | 0     | 0     | 0        | 1     | 1     | 0        | 24          | .500  | 189   | 43.1     | 47       | 7           | 13       | 1     | 1        | 38       | 3     | 0        | 26    | 25       | 5.19     | 1.38    |
| MLB：4年 | MLB：4年 | 109   | 0     | 0     | 0     | 0        | 5     | 3     | 1        | 7           | .625  | 582   | 135.1    | 151      | 21          | 34       | 1     | 3        | 86       | 6     | 0        | 78    | 71       | 4.72     | 1.37    |
| NPB：5年 | NPB：5年 | 236   | 0     | 0     | 0     | 0        | 14    | 10    | 20       | 113         | .583  | 927   | 226.2    | 190      | 24          | 71       | 8     | 6        | 226      | 15    | 4        | 84    | 76       | 3.02     | 1.15    |

- 各年度の太字はリーグ最多

### 年度別守備成績
| 年 度 | 球 団  | 投手  | 投手  | 投手  | 投手  | 投手  | 投手     |
| 年 度 | 球 団  | 試 合 | 刺 殺 | 補 殺 | 失 策 | 併 殺 | 守 備 率 |
| ----- | ------ | ----- | ----- | ----- | ----- | ----- | -------- |
| 2010  | CLE    | 40    | 0     | 4     | 0     | 0     | 1.000    |
| 2011  | CLE    | 40    | 0     | 3     | 0     | 0     | 1.000    |
| 2012  | CLE    | 15    | 0     | 1     | 0     | 0     | 1.000    |
| 2016  | PHI    | 14    | 0     | 1     | 1     | 0     | .500     |
| 2017  | 楽天   | 56    | 1     | 7     | 0     | 0     | 1.000    |
| 2018  | 楽天   | 47    | 0     | 10    | 0     | 1     | 1.000    |
| 2019  | 楽天   | 50    | 1     | 7     | 0     | 0     | 1.000    |
| 2020  | ロッテ | 38    | 4     | 3     | 0     | 0     | 1.000    |
| 2021  | ロッテ | 45    | 2     | 4     | 1     | 0     | .857     |
| MLB   | MLB    | 109   | 0     | 9     | 1     | 0     | .900     |
| NPB   | NPB    | 236   | 8     | 31    | 1     | 1     | .975     |

### 記録

#### NPB
初記録
- 初登板・初セーブ：2017年3月31日、対オリックス・バファローズ1回戦（京セラドーム大阪）、11回裏に6番手として救援登板・完了、1回無失点
- 初奪三振：同上、11回裏にT-岡田から空振り三振
- 初ホールド：2017年4月6日、対福岡ソフトバンクホークス3回戦（Koboパーク宮城）、8回表に5番手として救援登板、1回無失点
- 初勝利：2017年6月11日、対広島東洋カープ3回戦（Koboパーク宮城）、8回表に2番手で救援登板、1回1失点

節目の記録
- 100ホールド：2021年5月16日、対埼玉西武ライオンズ9回戦（ZOZOマリンスタジアム）、7回表に3番手で救援登板、1回無失点 ※史上35人目[34]

### 背番号
- 56（2010年 - 2012年）
- 53（2016年）
- 42（2017年 - 2021年）

### 登場曲
- 「Thunderstruck」AC/DC（2017年 - 2021年）
  - 『ライヴ・アット・リヴァー・プレート』に収録のライブバージョン